# پری‌شاهرخ چینی
پری‌شاهرخ چینی (نام علمی: Oriolus chinensis) نام یک گونه از سرده پری‌شاهرخ است.